# Gallus Aloys Kaspar Kleinschrod

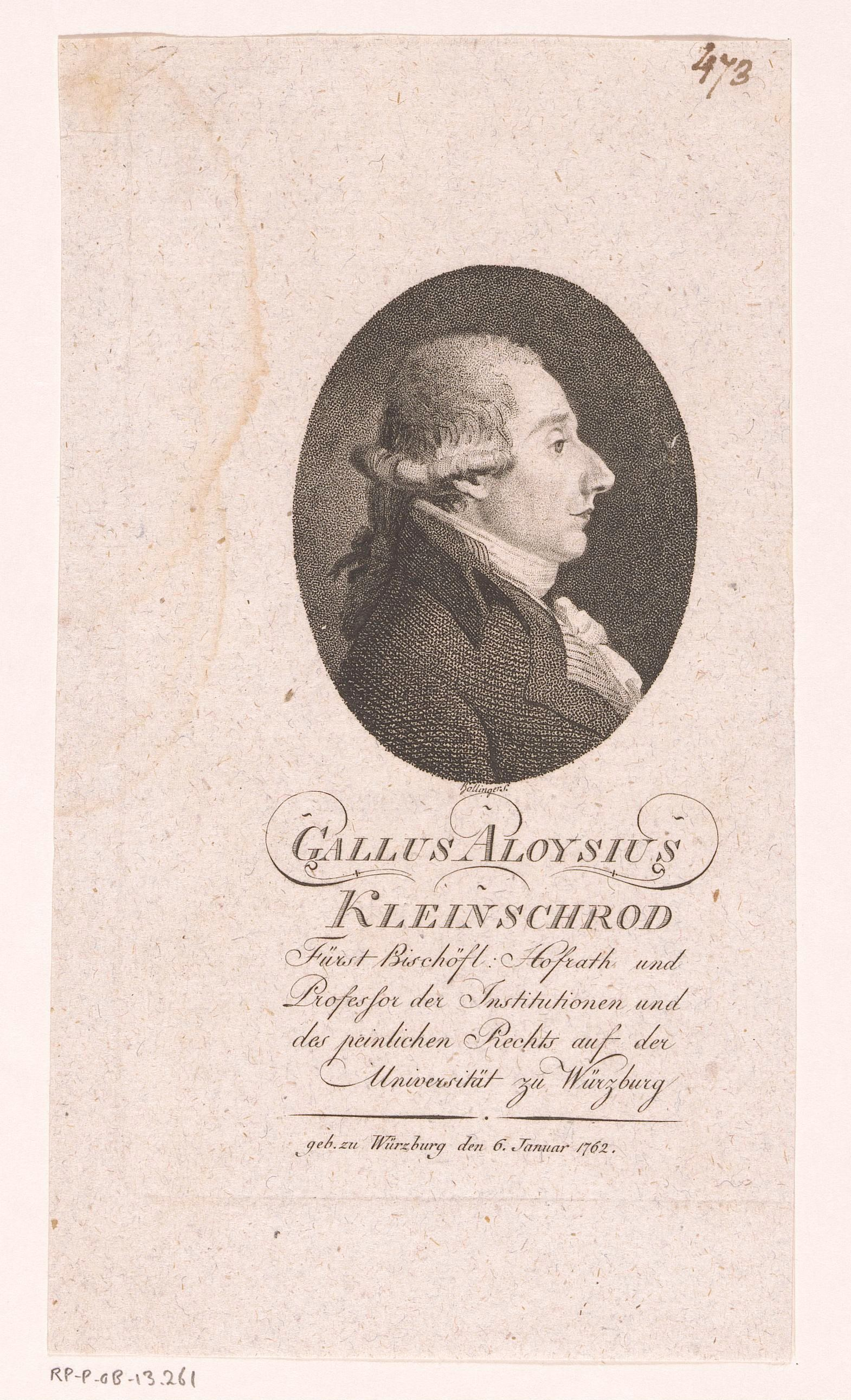
Gallus Aloys (Kaspar) Kleinschrod

Gallus Aloys Kaspar Kleinschrod (auch Gallus Aloysius Caspar Kleinschrod oder Alois Gallus Kaspar Kleinschrod; * 6. Januar 1762 in Würzburg; † 17. November 1824 ebenda) war ein deutscher Rechtswissenschaftler und Hochschullehrer.

## Leben
Gallus A. Kleinschrod stammte aus einer gebildeten fränkischen Beamtenfamilie. Der Vater war fürstbischöflicher Geheimrat beim Hochstift Würzburg und Geschäftsmann und konnte dem Sohn eine gute Ausbildung finanzieren. Als dieser die Schulzeit mit Auszeichnung absolviert hatte, folgte 1776 die Immatrikulation an der Universität Würzburg. Nachdem er dort 1784 bei Joseph Maria Schneidt das Lizentiat in der Rechtswissenschaft erwarb, ermöglichte es ihm der Würzburger Fürstbischof Franz Ludwig von Erthal, an der Universität Göttingen weiter zu studieren. Daran schloss sich ein Studienaufenthalt am Reichskammergericht in Wetzlar an.
Kleinschrod kehrte nach Würzburg zurück und wurde mit 23 Jahren auf das Ordinariat der Institutionen des römischen Rechts und des peinlichen Rechts berufen. Er wurde 1789 Dekan der Juristischen Fakultät und 1792 mit der Prüfung des Bamberger Strafrechts betraut. Im Jahr 1800 lehnte er einen Ruf an die Universität Ingolstadt ab und behielt seine Würzburger Professur. 1803 wurde er dann Fiskal und Senator der Würzburger Universität. Von 1806 bis 1814 war er als Prorektor ihr Leiter. Zudem war er Rechtskonsulent des Verwaltungsausschusses. Am Ende seiner Zeit als Universitätsleiter wurde ihm der Verdienstorden der Bayerischen Krone verliehen.
Seine Tochter Anna Maria Theresia war mit dem Professor der Universität Würzburg Sebald Brendel verheiratet.

## Wirken als Strafrechtler
Kleinschrod galt als hervorragender, vorurteilsfreier und wohlwollender Strafrechtler, der um die Humanisierung des Strafrechts und Wahrung der Menschenrechte bemüht war. Erste öffentliche Beauftragung im Bereich des Strafrechtes hatte er 1792 in Bamberg erfahren. 1802 wurde er daher mit dem Entwurf eines peinlichen Gesetzbuchs für die pfalz-bayerischen Staaten beauftragt, der den Codex juris bavarici criminalis von 1751 verbessern sollte. Schließlich kam jedoch der Entwurf von Paul Johann Anselm von Feuerbach zur Umsetzung. Jedoch blieb seine Expertise weiter bekannt und ihm wurde 1813 die Revision des österreichischen Strafrechts übertragen.
Darüber hinaus wirkte Kleinschrod vielfältig in Schriften und ab 1798 als Mitherausgeber des Archivs für Kriminalrecht.

## Publikationen (Auswahl)
- Ueber Suggestivfragen des Richters: ein Beytrag zum peinlichen Processe. Rienner, Würzburg 1787.
- Ueber die Strafe der öffentlichen Arbeiten. Rienner, Würzburg 1789.
- G. A. Kleinschrod’s Abhandlung von dem Wilddiebstahle, dessen Geschichte, Strafe und Gerichtsstande. Palm, Erlangen 1790.
- Abhandlungen aus dem peinlichen Recht und dem peinlichen Processe. Palm, Erlangen 1797–1806.
- Entwurf eines peinlichen Gesetzbuches für die kurpfalz-baierischen Staaten. München 1802.
- Abhandlungen über die Lehre von der peinlichen Gerichtsbarkeit und dem peinlichen Gerichtsstande, mit Rücksicht auf die rheinische Bundesacte. Frankfurt 1811.